# Lizio
Lizio település Franciaországban, Morbihan megyében. Lakosainak száma 807 fő (2022. január 1.). Lizio Saint-Servant, Sérent, Plumelec, Cruguel és Val-d'Oust községekkel határos.

## Népesség
A település népességének változása:
| Lakosok száma | 801  | 722  | 747  | 679  | 731  | 737  | 735  | 736  | 740  | 807  |
|               | 1968 | 1982 | 1990 | 2006 | 2013 | 2015 | 2017 | 2019 | 2020 | 2022 |